# El duque de L'Omelette
El duque de L'Omelette (en inglés: The Duc de L'Omelette) es un cuento humorístico del escritor estadounidense Edgar Allan Poe. Se publicó por primera vez en el Saturday Courier de Filadelfia el 3 de marzo de 1832 y posteriormente fue revisado varias veces por el autor.
En esta anécdota sobre un juego con el diablo, llena de frases en francés y caracterizada por el juego de palabras, Poe satirizó las obras de Nathaniel Parker Willis  y Benjamin Disraeli.

## Argumento
El duque de L'Omelette, un noble francés, descansa sobre una valiosa otomana y tiene la intención de cenar solo esa noche. Sin embargo, el hortelano que le sirven está tan mal preparado que de L'Omelette muere "en un paroxismo de repugnancia".
El duque es enviado al infierno, que al principio reconoce tan poco como al diablo que lo saluda. Cuando el diablo le pide que se desnude, el duque se niega indignado, señalando la dificultad que supondría quitarse los guantes y preguntando airadamente a quién tiene realmente delante.
"Soy Belcebú, el príncipe de las moscas", responde el diablo, explicando que el duque ha sido enviado a él por Belial, su capataz de cementerios. "¡Caballero, sabréis de mí!", responde de L'Omelette al sentirse insultado y quiere marcharse pero se lo impide un gentilhombre de cámara.
El duque contempla el magnífico salón, que considera bien comme il faut, ve una enorme lámpara colgada de una larga cadena que vierte una luz terrible en la estancia y admira las estatuas y los cuadros. Cuando mira a través de una ventana de la enorme sala y ve el "más fantasmal de todos los fuegos"; y nota que las interminables melodías de la magnífica sala no son más que los lamentos transformados de los condenados, el duque se da cuenta de en dónde se encuentra y con quién está tratando.
En lugar de desesperarse, el duque guarda la compostura como un buen francés: coge un florete y, tomando posición, reta a Belcebú a un duelo. Cuando "Su Satánica Majestad" se niega, de L'Omelette recuerda haber leído que "el diablo no osa rechazar una partida de cartas" y propone desesperadamente un juego de naipes a pesar de las escasas posibilidades. Para disgusto del diablo, de L'Omelette gana la partida y puede abandonar el infierno.

## Publicación
Poe publicó El duque de L'Omelette en la edición del 3 de marzo de 1832 del Saturday Courier.: 73  Fue uno de los cuatro cuentos cómicos que Poe publicó anónimamente en ese periódico ese año, junto con Cuento de Jerusalén, Una pérdida decidida (más tarde rebautizada como El aliento perdido) y El trato perdido (más tarde rebautizada como Bon-Bon). El Saturday Courier había publicado previamente Metzengerstein en enero de 1832; fue la primera obra en prosa de Poe que apareció impresa.: 155  Los cinco relatos fueron enviados al Saturday Courier como candidatura a un concurso de escritura.  Aunque la ganadora del premio de 50 dólares fue la escritora estadounidense Delia Bacon (1811-1859),  los editores publicaron de todos modos los trabajos de Poe; es probable que nunca haya recibido compensación monetaria por ellos.
Más tarde, Poe compiló El duque de L'Omelette con otros cuentos cortos en la colección Cuentos de lo grotesco y arabesco.

## Análisis

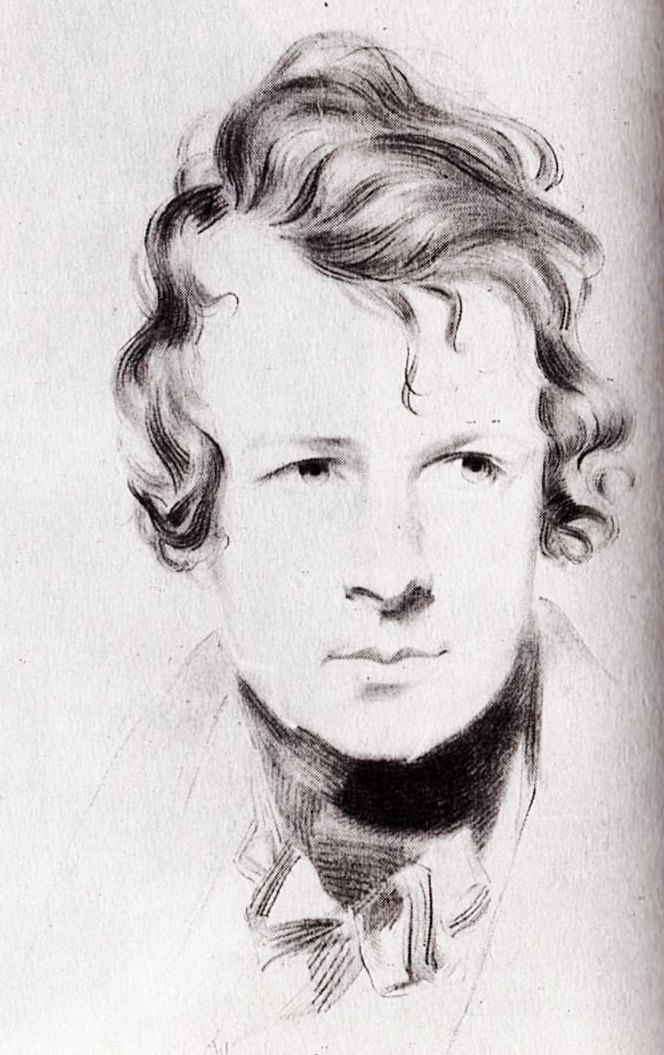
Nathaniel Parker Willis en su juventud.

Este relato temprano, que pertenece al grupo de obras "grotescas", contiene numerosas alusiones paródicas y guiños. Además de Benjamin Disraeli, a cuya novela El joven duque de 1831 remiten el título y detalles como el hortelano preparado, es especialmente reconocible a Nathaniel Parker Willis como el blanco principal. El crítico y editor Willis vivía en Boston en aquella época y al principio se opuso a Poe, aunque más tarde se hizo amigo suyo y le apoyó.
Willis cultivaba un estilo de vida extremadamente fastuoso, elegante y francófilo, era considerado un dandi por su pretenciosa autopresentación y utilizaba numerosas expresiones francesas en sus columnas. Con la otomana al principio del relato, Poe aludía a la jactancia de Willis de poseer un ejemplar de tal mueble procedente de la casa del Gobernador General de Quebec.
Poe se dirigió a él por primera vez cuando ya tenía la categoría de conocedor de arte y eminente crítico literario, cuyo criterio en cuestiones de gusto era respetado y que se jactaba de quemar los manuscritos que le enviaban sin solicitarlo. El joven Poe le envió su poema Fairy-Land a finales de octubre de 1829, cuyas cuatro primeras líneas publicó Willis en su revista con la arrogante observación de que sólo había leído esas palabras y luego había confiado la obra al fuego. Willis se marchó más tarde a Nueva York y allí tuvo mucho éxito como editor, tanto artística como económicamente.
Con el tiempo, Willis cambió su opinión sobre Poe y, tras su muerte, se mostró contrario a las acusaciones calumniosas. Cuando el poema El cuervo se publicó por primera vez en el periódico neoyorquino The Evening Mirror el 29 de enero de 1845, fue caracterizado como una sutil obra maestra cuyo arte en verso era digno de admiración. Poe también experimentó una transformación. Mientras que en 1835 había calificado a Willis de ejemplo de mal estilo, en enero de 1848 alabó su "arte de conversar".
El epígrafe proviene del poema de William Cowper La tarea, y dice: "Y pasó enseguida a un clima más fresco".